# In the Days of Daring
In the Days of Daring è un cortometraggio muto del 1916. Non si conosce il nome del regista, né altri dati certi del film, un western che aveva come interpreti Goldie Colwell e Tom Mix.

## Produzione
Il film fu prodotto da William Nicholas Selig attraverso la sua compagnia, la Selig Polyscope Company.

## Distribuzione
Venne distribuito dalla General Film Company. In Brasile, venne ribattezzato con il titolo O Temerário.